# 魏岗镇
魏岗镇，是中华人民共和国安徽省亳州市谯城区下辖的一个乡镇级行政单位。

## 行政区划
魏岗镇下辖以下地区：
魏岗村、大陈村、王井村、前芮村、崔庄村、谭楼村、马场村、赵庄村、蒋庄村、高楼村、刘小庙村、谭营村和刘阁村。